# Wojciech Glabas
Wojciech Glabas (ur. 2 stycznia 1990 w Olsztynie) – były polski koszykarz, grający na pozycji silnego skrzydłowego i środkowego. Medalista mistrzostw Polski. Były reprezentant kraju do lat 18. Obecnie radca prawny, doradca restrukturyzacyjny i agent sportowy.

## Życiorys

### Kariera sportowa
Wojciech Glabas jest wychowankiem klubu UKS Trójeczka Olsztyn, w którym w koszykówce seniorskiej występował w rozgrywkach III ligi. W Polskiej Lidze Koszykówki zadebiutował 9 maja 2009 roku w meczu przeciwko drużynie Czarnych Słupsk. Wystąpił w 18 meczach na najwyższym szczeblu rozgrywkowym w Polsce. Wraz z Anwilem dwukrotnie zdobywał medale mistrzostw Polski w koszykówce mężczyzn - w sezonie 2008/2009 zdobył medal brązowy, a w sezonie 2009/2010 srebrny. W swoim najlepszym meczu w ekstraklasie w dniu 29 października 2011. przeciwko drużynie PBG Basket Poznań zanotował 9 punktów, 6 zbiórek i 3 bloki. Z drużyną Polfarmexu wywalczył 3. miejsce w I lidze w 2013 roku oraz awans do najwyższej klasy rozgrywkowej rok później. Po sezonie 2013/2014 postanowił zakończyć karierę. Był reprezentantem Polski do lat 18.
W roku 2016 wznowił karierę zawodniczą i dołączył do koszykarskiej sekcji Stomilu Olsztyn, pomagając tym samym drużynie w wygraniu III ligi oraz uzyskaniu awansu do II ligi. Został w klubie na następny sezon. Po rozpadzie sekcji w 2018 roku, zakończył ostatecznie karierę.
Po zakończeniu kariery został agentem koszykarskim z licencją FIBA i otworzył agencję sportową Underdog Sports Agency.

### Osiągnięcia pozasportowe
Absolwent III LO im. Marii Konopnickiej we Włocławku. W 2014 ukończył studia prawnicze na Wydziale Prawa i Administracji Uniwersytetu Warmińsko-Mazurskiego w Olsztynie. W latach 2015–2017 odbył aplikację radcowską przy Okręgowej Izbie Radców Prawnych w Olsztynie, a w 2018 roku uzyskał tytuł radcy prawnego. W 2023 roku uzyskał ponadto tytuł doradcy restrukturyzacyjnego. Prowadzi kancelarię prawną Glabas Radcowie Prawni z siedzibą w Olsztynie oraz z oddziałami w Warszawie i Kętrzynie.